# Крымы (Псковская область)
Крымы — деревня в Опочецком районе Псковской области. Входит в состав Болгатовской волости
Расположена в 21 км к северо-востоку от города Опочка и в 4 км к юго-западу от деревни Болгатово.
Численность населения по состоянию на 2000 год составляла 12 человек, на 2011 год — 13 человек.